# Arboricolo

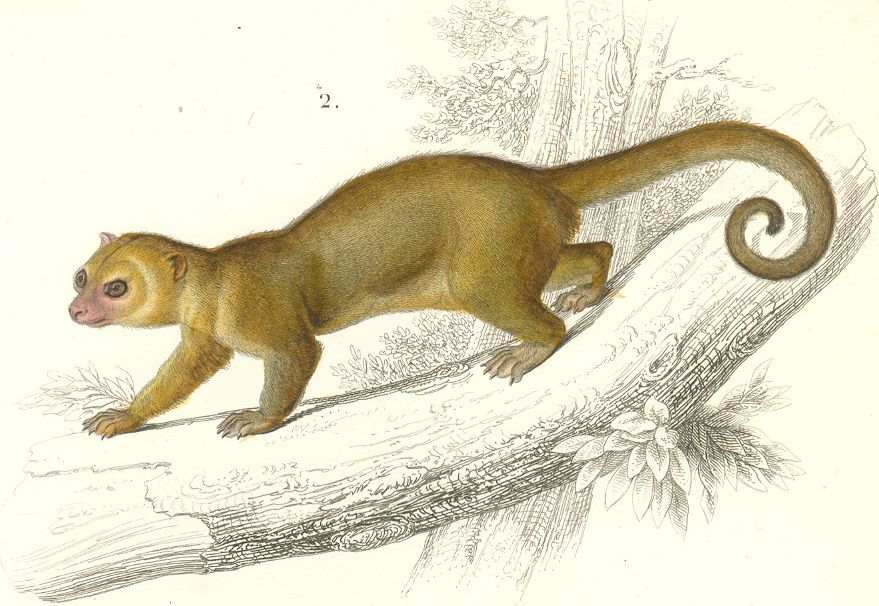
Il kinkajou è un mammifero arboricolo.

In biologia si definisce arboricolo (dal latino arbor, albero, e colere, abitare) un animale che vive o trascorre gran parte del tempo sugli alberi.

## Elenco di animali arboricoli
Mammiferi
- Civetta delle palme africana
- Angwantibo
- Ayé-ayé
- Binturong
- Cheirogaleidi
- Colugo
- Volpe volante
- Scoiattolo volante
- Galagone
- Tamarino leone dorato
- Indriidi
- Kinkajou
- Koala
- Leopardo
- Lepilemure
- Linsang
- Lorisidi
- Ustitì
- Martora
- Porcospino del Nuovo Mondo
- Olingo
- Opossum
- Orango
- Scimmia dalla proboscide
- Lemure dal ventre rosso
- Panda rosso
- Siamango
- Formichiere setoso
- Bradipo
- Scimmia ragno
- Tamandua
- Tarsio
- Irace arboricolo
- Canguro arboricolo
- Pangolino arboricolo
- Toporagno arboricolo
- Scoiattolo arboricolo
- Cebo cappuccino dalla testa bianca

Rettili e Uccelli
- Corytophanes
- Iguana verde
- Camaleonte
- Geco rugoso della Nuova Caledonia
- Geco crestato della Nuova Caledonia
- Pachydactylus
- Rhacodactylus chahoua
- Uroplatus
- Uroplatus phantasticus
- Boa arboricolo smeraldino
- Pitone arboricolo verde
- Mamba verde occidentale
- Tucano

Anfibi
- Salamandra arboricola
- Rana arboricola dagli occhi rossi
- Rana arboricola di White

Altri
- Granchio dei cocchi